# Junonia ethyra
Junonia ethyra är en fjärilsart som beskrevs av Joachim Francois Philiberto de Feisthamel 1850. Junonia ethyra ingår i släktet Junonia och familjen praktfjärilar. Inga underarter finns listade i Catalogue of Life.